# Корсет от Мейнбокера
«Корсет от Мейнбокера» (англ. The Mainbocher Corset) — чёрно-белая студийная фотография американского фотографа моды и портретиста немецкого происхождения Хорста Пауля Альберта Бормана, более известного как Хорст П. Хорст. Фотография создана в 1939 году для журнала Vogue и стала последней из сделанных им в Париже, непосредственно перед отъездом в США, вызванного событиями предшествующими началу Второй мировой войны. «Корсет от Мейнбокера» признаётся самым известным снимком Хорста и одной из самых знаменитых модных фотографий XX века, вызвавшей к жизни несколько подражаний.  
Образ женщины, стоящей спиной к зрителю с фотографии Хорста, имеет богатую художественную традицию. В числе источников называют работы Диего Веласкеса и сюрреалиста Ман Рэя. Несмотря на то, что в названии содержится отсылка к американскому модному дому Mainbocher, на самом деле корсет изготовлен французской компанией Detolle.

## История

### Предыстория
В конце 1920-х годов Хорст Пауль Альберт Борман переехал из родной Германии в Париж, чтобы учиться у одного из крупнейших архитекторов XX века Ле Корбюзье. В 1931 году Хорст присоединяется к команде журнала Vogue, и его первая работа публикуется на страницах декабрьского номера французской версии издания. С того времени с модным журналом (с перерывом) он сотрудничал на протяжении десятилетий и создал более 90 обложек. Уже в следующем году прошла его первая персональная выставка, одобрительно встреченная публикой и критикой. С периода 1930-х годов его стали называть «волшебником света», что характеризовало его методы работы: фотографии снимались в студии при участии многочисленной команды, при искусственном освещении и отмечены особой игрой света и тени. На формирование эстетики Хорста оказали влияние стилистика Баухауза, сюрреализма и неоромантизма, а в ранний период особо прослеживается любовь к классической греческой скульптуре. Со временем Хорст стал признаваться одним из самых влиятельных фотографов моды и фотопортретистов XX века и его по праву называют «королём модной фотографии».    

### Создание и публикация
Съёмки рекламной фотографии для коллекции 1939 года американского модного дома Mainbocher проходили в парижской студии в августе 1939 года. Они заняли целый день: такую продолжительность Хорст объяснял тем, что никогда ранее не фотографировал корсетов. Моделью послужила некая мадам Бернон, о которой мало что известно. В некоторых источниках вообще отмечается, что имя женщины неизвестно. Когда мастер закончил съёмку, то вернулся в свой дом, собрал вещи и отправился на семичасовом поезде до Гавра, чтобы сесть на трансатлантический лайнер «Нормандия». По его словам, в то время он понимал, что его постпарижская жизнь теперь будет совсем другой, но также и обдумывал свою последнюю работу: «Когда я делал эту фотографию, я думал обо всём том, что оставляю позади…» Фото было предназначено для октябрьского выпуска французского журнала Vogue, однако в связи с началом Второй мировой этот номер не вышел. «Корсет от Мейнбокера» был напечатан в американской и британской версии издания. Эротический характер фото привёл к скандалу в мире моды. 

## Описание

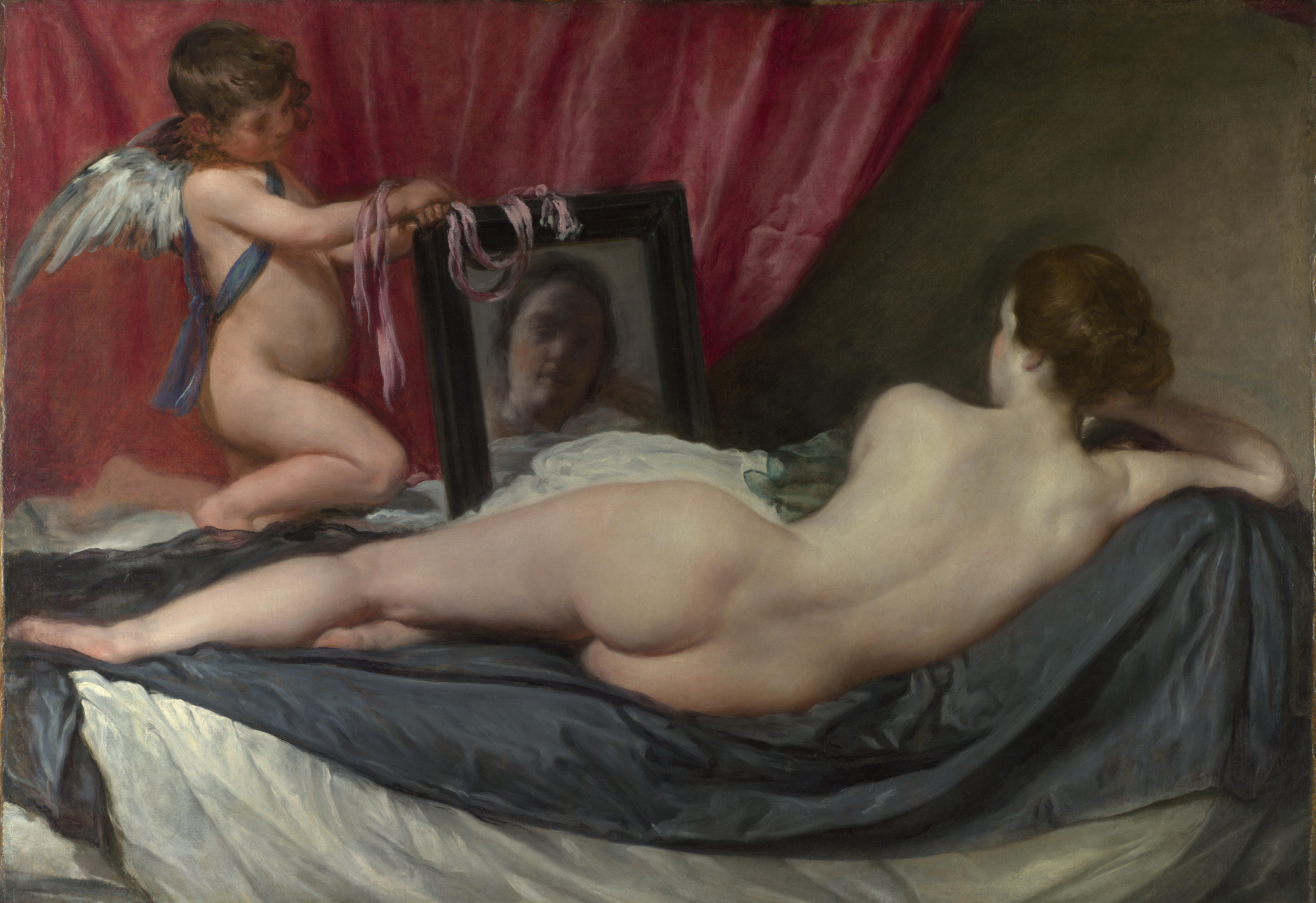
Диего Веласкес. «Венера с зеркалом» (ок. 1647—1651). Лондонская Национальная галерея, Лондон

На фотографии представлена женщина, стоящая спиной к зрителю, на ней корсет со шнуровкой, отсылающий, по мнению исследователей, к моде викторианской эпохи. Нижней частью тела модель опирается о стилизованную под мрамор балюстраду, заставляющую вспомнить о формах классической архитектуры, так любимой автором. По оценке исследователей, таланты его помощников из журнала «могли сделать так, что дешёвые материалы, такие как строительный гипс, выглядели дорогими, как мрамор». В свою очередь и модель выглядит словно «живая статуя», в чём отразились предпочтения Хорста, часто посещавшего парижский Лувр и хорошо знавшего работы великих живописцев и скульпторов. Отмечается, что пропорции и силуэт женщины «так же совершенны как у Афродиты, греческой богини красоты».    

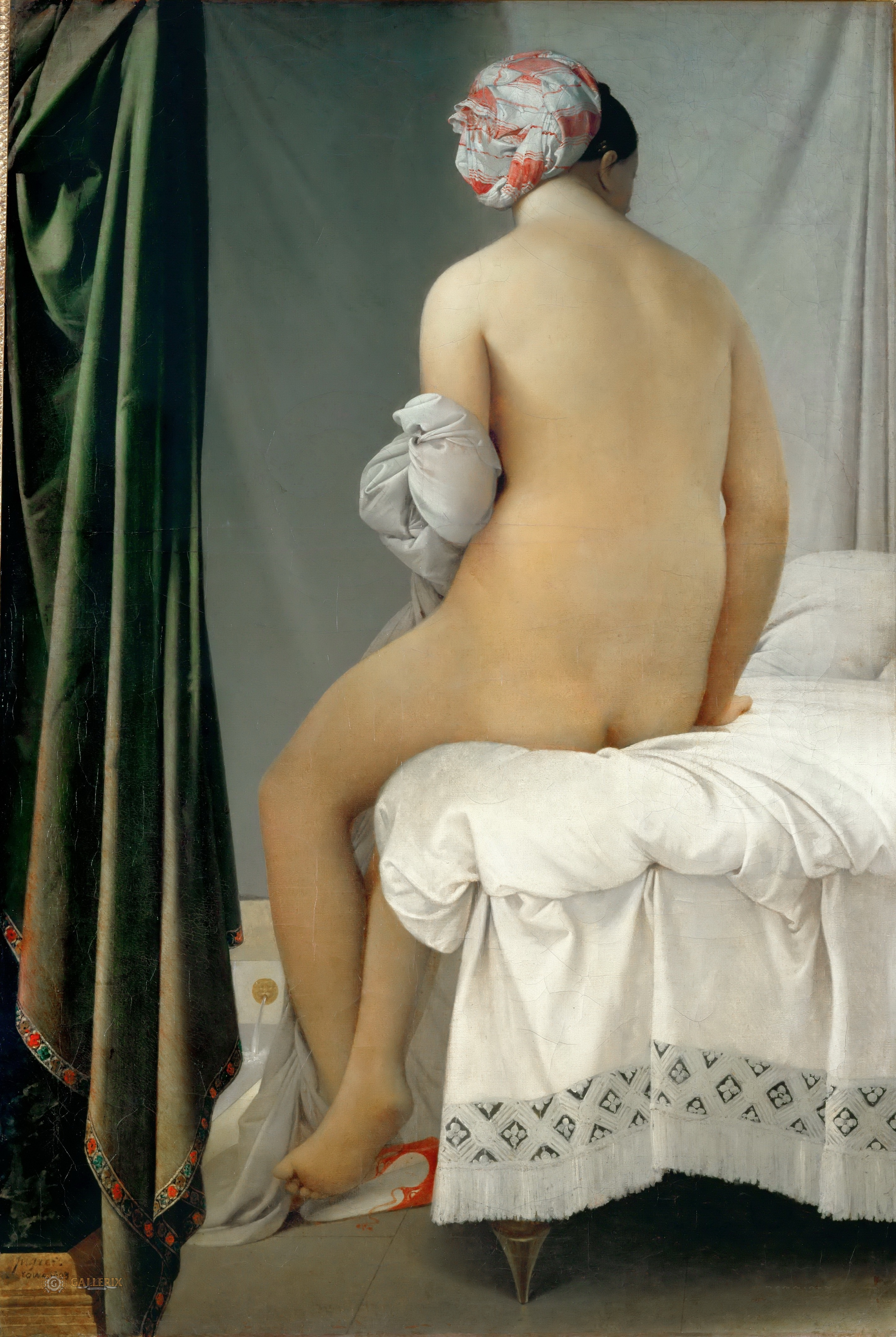
Жан Огюст Доминик Энгр. «Купальщица Вальпинсона» (1808). Лувр, Париж

Затянутое в талию тело женщины дополнительно приобрело форму «песочных часов» благодаря продуманному ракурсу, свету и ретушированию. Кроме того, откровенный по тем временам участок тела женщины был дополнительно ретуширован по цензурным соображениям: на оригинале «корсет свободно свисает на одну сторону», что является более вызывающим. Важнейшая роль на снимке отведена искусственному освещению, которым особенно славился мастер. Для создания художественных теней и световых пятен использовались несколько прожекторных ламп и отражателей. Несмотря на кажущуюся простоту, студийное освещение было очень сложным и продуманным. Это позже подтверждал и сам автор, отмечая, что второй раз не смог бы его воссоздать. Вместе с тем работа, как это характерно для фотографа, была не «абсолютно безупречна», более свободна, чем это было принято. Это проявилось в свисающих с балюстрады лентах корсета в нижней половине снимка, создающих художественный «баланс» геометрического силуэта модели, что придаёт сцене элемент небрежности. Про эту особенность своего творчества Хорст говорил, что на его работах всегда имеет место «небольшой беспорядок».   
Несмотря на то, что в названии содержится отсылка к модному дому Mainbocher, однако на самом деле корсет был изготовлен французской компанией Detolle по заказу влиятельного в межвоенный период американского модельера Мейн Руссо Бокера (Main Rousseau Bocher). Он позже так отзывался о Хорсте: «Ваши фотографии — чистый гений, они радуют мою душу… Каждая из них совершена сама по себе». Предполагается, что источником вдохновения послужила фотография парижского знакомого Хорста сюрреалиста Ман Рэя «Скрипка Энгра» (1924) и, как следствие, картина Жана Огюста Доминика Энгра «Купальщица Вальпинсона» (1808). Натурщицей в «Скрипке Энгра» выступила одна из самых известных моделей и муз художников Парижской школы 1920-х годов — Кики с Монпарнаса, с которой Рэй встречался на протяжении ряда лет. Как и обнажённая у Энгра, она запечатлена художником со спины. Предполагается, что в работе Хорста, возможно, также содержится отсылка к полотну Диего Веласкеса «Венера с зеркалом» (ок. 1647—1651), имеющего богатую художественную традицию. В частности, об этом может свидетельствовать такая деталь, как ленты, которые сжимает сын обнажённой богини красоты, Купидон, держащий перед ней зеркало.

## Влияние
Фотография Хорста считается одной из самых известных и влиятельных в мире моды XX века, ей неоднократно подражали, обыгрывали (например, одноимённая работа французского мастера Жанлу Сьеффа, созданная в 1962 году). Одна из самых известных отсылок содержится в видеоклипе на песню «Vogue» (1990), снятом режиссёром Дэвидом Финчером для певицы Мадонны, где в одной из заключительных сцен поп-звезда предстала в образе с фотографии Хорста. В 2005 году авторский отпечаток был продан на аукционе Christie’s за 216 000 долларов США.   